# Dropline GNOME
Pour les articles homonymes, voir Dropline.
Dropline GNOME est une version de l'environnement de bureau GNOME à l'intention de la distribution Linux Slackware. Comme Slackware n'avait pas inclus GNOME depuis 2005, Dropline GNOME est une option pour les utilisateurs de Slackware qui souhaitent utiliser GNOME comme bureau.